# Ізюмов Андрій Якович

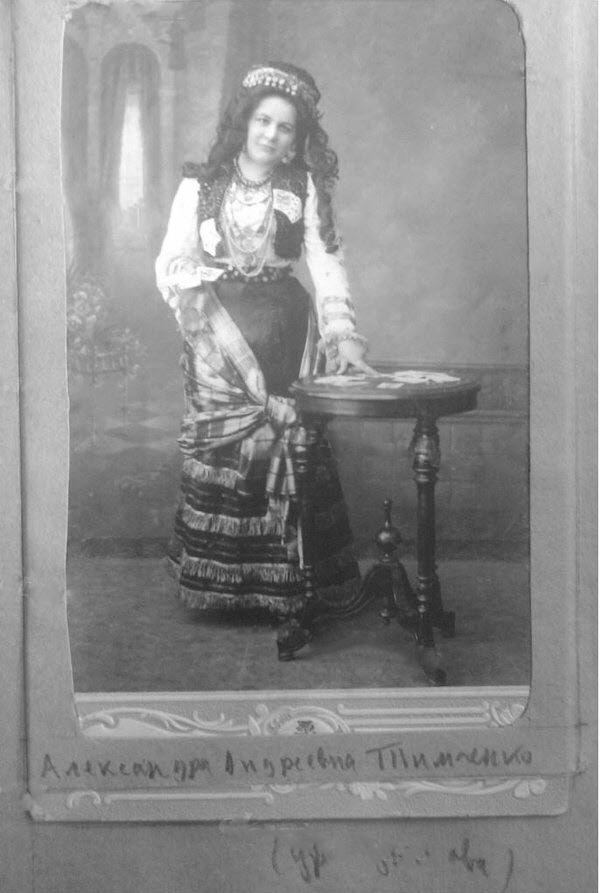
дружина Надія Іванівна Зубарєва

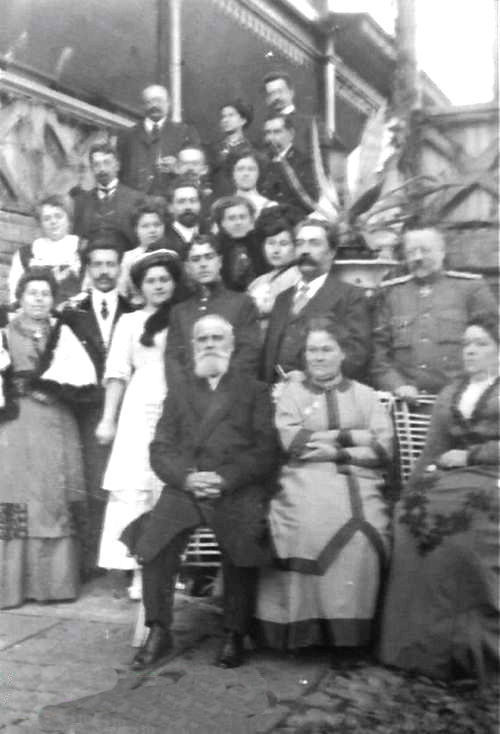
родина Ізюмових

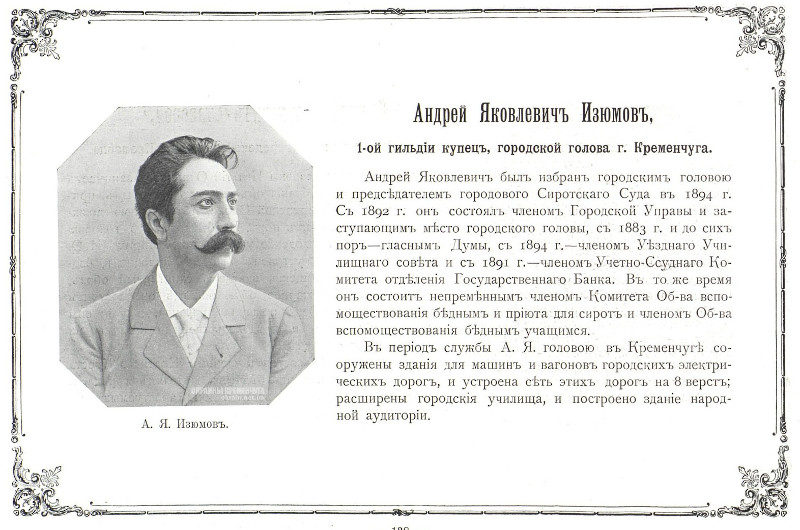
біографія колишнього голови Кременчука

Ізюмов Андрій Якович (рос. Изюмов Андрей Яковлевич, нар. 1855, Кременчук) — міський голова міста Кременчука, Полтавської губернії 1900—1903, 1916—1917, купець 1-ї гільдії. Меценат та благодійник, вивів породу крюківських голубів.

## Біографія
Народився у 1855 р. у Кременчуці, у родині купця Якова Васильовича Ізюмова.
міський голова міста Кременчука, Полтавської губернії 1900—1903, 1916—1917
- Андрій Яковлевич був вибраний міським головою, та міського сирітського суду 1894 року.
- з 1892 року був членом Міської управи і заступником міського голови.
- з 1883 року гласним членом Думи.
- з 1894 року, членом Повітового Училища Ради.
- з 1891 року, Учено-Позичкового комітету відділення Державного банку.
- У той же час він перебував неодмінним членом комітету товариства допомоги бідним і притулку для сиріт. І членом товариства допомоги бідним учням.

У період служби А.Я, Ізюмова головою в Кременчуці споруджені будівлі для машин і вагонів міських електричних доріг на 8 верст. Розширено міські училища і споруджено будинок народної аудиторії.
Родина А. Я. Ізюмова мешкала у власному будинку по вулиці Херсонській, телефонізованому в другій половині 1890-х рр. У вільний від роботи час Андрій Якович Ізюмов розводив домашніх голубів (мав близько 100 пар) і вивів нову породу, яка відома зараз як Крюківська («ізюмівська») високолітна.
Дружина А. Я. Ізюмова Надія Іванівна Зубарєва народилася у 1860 р. у купецькій родині. Подружжя Ізюмових виховало чотирьох синів і чотирьох доньок, які разом із країною пережили Першу світову війну і революційне лихоліття. Після остаточного встановлення радянської влади частина родини Ізюмових емігрувала, про долю ж окремих її членів інформація на сьогоднішній день відсутня.
Після Жовтневої революції родина Ізюмових емігрувала. Подружжя поховане в Парижі.

## Пам'ять
У пам'ять про Андрія Яковича названа одна з вулиць міста а також провулок і проїзд.

### Сквер
Також на перехресті вулиць Академіка Маслова та Мазепи створено сквер Ізюмова. 

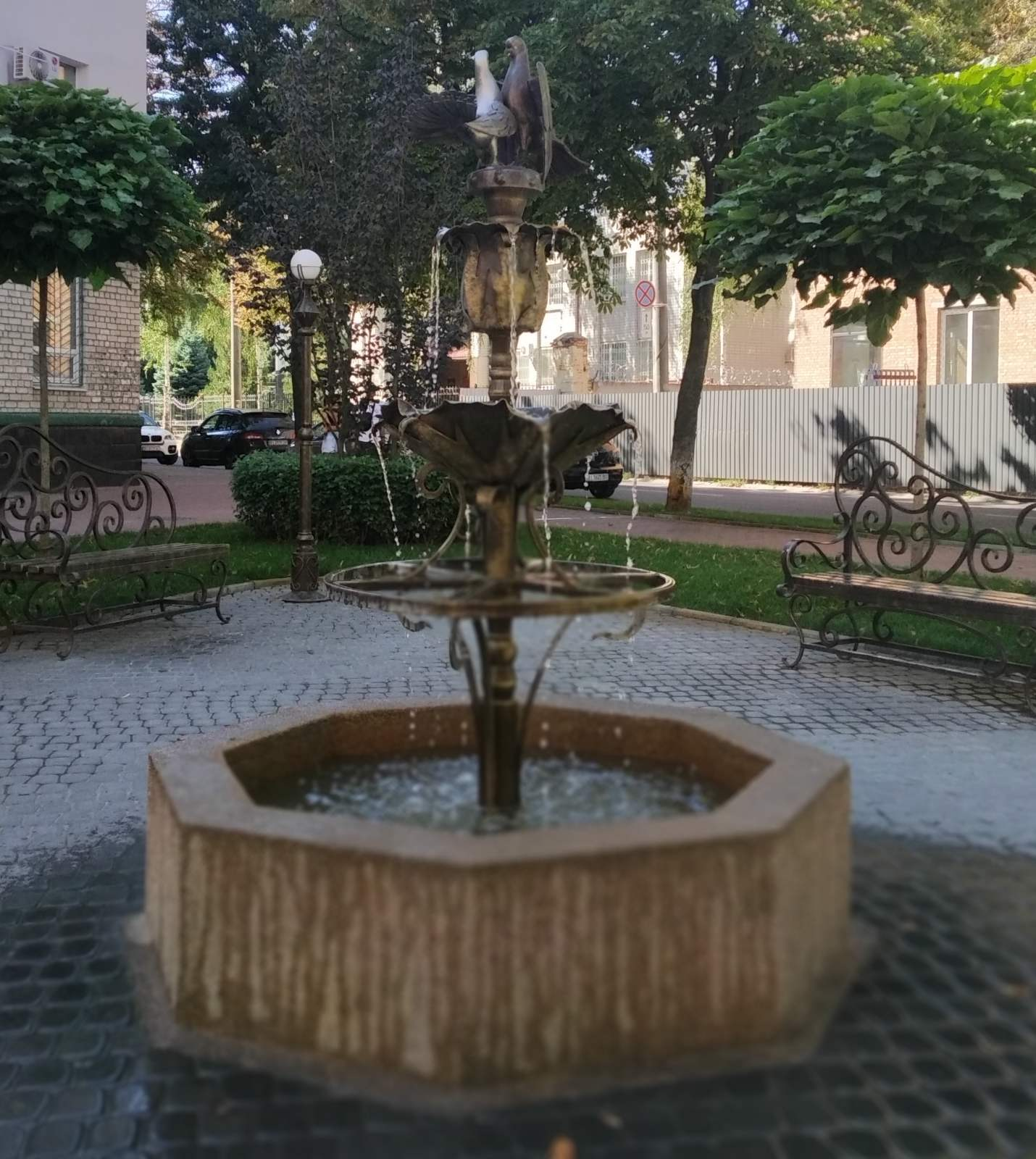
Сквер Андрія Ізюмова

Сквер розташований в районі будинку №15/4 по вул.  Академіка Маслова. Площа скверу 0, 02 га. 
Його відкрили 23 серпня 2019 року відповідно до рішення ХХХ сесії Кременчуцької міської ради Полтавської області VII скликання від 30 травня 2018 року «Про надання зеленим зонам загального користування в м. Кременчуці статусу скверів з присвоєнням їм назв».
Проєкт скверу розроблений кременчуцькою художницею Оксаною Бойко. Його родзинкою є фонтан з силуетами двох голубів Крюківської породи..